# Insulochamus thomensis
Insulochamus thomensis là một loài bọ cánh cứng trong họ Cerambycidae.